# Mitchellania pilosa
Mitchellania pilosa är en urinsektsart som först beskrevs av Riozo Yosii 1956.  Mitchellania pilosa ingår i släktet Mitchellania och familjen Hypogastruridae. Inga underarter finns listade i Catalogue of Life.